# Ljuboviđa
La Ljuboviđa est une rivière de Serbie. Elle est un affluent droit de la Drina, donc un sous-affluent du Danube par la Save. Sa longueur est de 34 km Elle fait partie du bassin versant de la mer Noire.

## Géographie
La Ljuboviđa se jette dans la Drina à la hauteur de la ville de Ljubovija.